# Chinaza Uchendu
Chinaza Love Uchendu, née le 3 décembre 1997, est une footballeuse internationale nigériane évoluant au poste de milieu de terrain.

## Biographie

### En club
Après avoir évolué au Nasarawa Amazons puis de 2017 à 2018 au Rivers Angels FC, Chinaza Uchendu rejoint le club portugais du Sporting Braga en juillet 2018.

### En équipe nationale
Elle dispute avec les moins de 20 ans la Coupe du monde des moins de 20 ans 2016 qui se déroule en Papouasie-Nouvelle-Guinée. Lors de cette compétition, elle marque un but sur penalty en phase de groupes contre le Canada.
Avec l'équipe du Nigeria, elle termine quatrième des Jeux africains de 2015, marquant un but en phase de groupes contre la République du Congo puis remporte la Coupe d'Afrique des nations en 2018 ; elle inscrit le dernier tir au but des Nigérianes en finale.

## Palmarès
- Vainqueur de la Coupe d'Afrique des nations en 2018 avec l'équipe du Nigeria